# Jenna Rose
Jenna Rose Swerdlow (28 de septiembre de 1998) conocida artísticamente como Jenna Rose, es una cantante y compositora estadounidense. que ganó la atención de los medios con su sencillo "My Jeans". El video se hizo popular en YouTube y recibió 14 millones de visitas, Swerdlow ha pasado a ser considerada una semi-"estrella viral"

## Antecedentes
Swerdlow nació el 28 de septiembre de 1998, en Long Island, New York. Se crio en Baldwin, Nueva York y se mudó con su familia a Dix Hills, Nueva York en 2005. Comenzó a actuar a los 2 años de edad, y recibió entrenamiento vocal privado a los 8 años. Empezó a estar en el teatro de la comunidad y pasó a las producciones regionales y Off-Broadway, ha actuado en más de 18 obras de teatro, incluyendo papeles principales en "Ragtime" y “The Miracle Worker”, así como un papel protagonista en la obra de teatro Off-Broadway 2011, “The Odella Williams Show”. fue finalista en Got Talent?, un concurso de talentos en Long Island, así como en la búsqueda de niños con talento de New York Knicks. Fue informado por Fox WNYW que en marzo de 2011, sus videos habían tenido más de 1 millón de "hits", que había grabado seis canciones, y se había presnetado en el juego del espectáculo de medio tiempo Knicks.

## Discografía

### Singles
| Año  | Título              |
| ---- | ------------------- |
| 2009 | "Sweet Melody"      |
| 2010 | "Spotlight"         |
| 2010 | "My Jeans"          |
| 2011 | "OMG"               |
| 2011 | "The Remedy"        |
| 2011 | "Unstoppable"       |
| 2011 | "Don't Give Up"     |
| 2011 | "Time Of Our Lives" |
| 2012 | "Life Is a Party"   |
| 2012 | "Walk On By"        |

## Filmografía
| Año  | Título               | Rol            | Director        | Nota                         |
| ---- | -------------------- | -------------- | --------------- | ---------------------------- |
| 2010 | Family Practice      | Child Patient  | Eric Norcross   | TV pilot - Ep. 2: "Hood Cat" |
| 2010 | Mouse House          | Jessica        |                 |                              |
| 2010 | Which Way            | Lilith         | Bill Herndon    | TV series                    |
| 2011 | Caroline of Virginia | Young Caroline | Eric Norcross   |                              |
| 2011 | Actor                | Herself        | Roberto Serrini | Documentary                  |